# SN 2005jx
SN 2005jx – supernowa typu Ia odkryta 25 października 2005 roku w galaktyce A213420-0040. W momencie odkrycia miała maksymalną jasność 22,40m.